# Dorysthenes hydropicus
Dorysthenes hydropicus là một loài bọ cánh cứng trong họ Cerambycidae.